# 奈月ここ
奈月 ここ（なつき ここ、8月25日 - 2022年4月18日）は、日本のゲームの原画家、イラストレーター、漫画家。高知県出身。女性。

## 略歴
株式会社オメガビジョンのアダルトゲームブランドであるNavelの姉妹ブランドLimeの所属原画家として『ね〜PON?×らいPON!』、ブランドマスコットキャラクター「柑奈」のデザインなどを手掛ける。
2007年から2010年まで、Navelと『電撃G's magazine』の合同読者参加企画『マリッジロワイヤル』の漫画化を手掛ける。
2008年、オメガビジョンを退社し、フリーとなる。しかし、『マリッジロワイヤル』では、最終巻までLime所属名義となっている。
2009年、White Cycのアダルトゲーム『夏色ストレート!』でキャラクターデザインを担当。
2014年、コミックハイ!6月号より、自身初となるオリジナル漫画『嘘つきは妹のはじまり』の連載が開始。
2022年4月20日、本人のTwitterにて同月18日に胃がんにより死去したことが親族により発表された。

## 作品リスト

### アダルトゲーム
- ね〜PON?×らいPON!（2007年）キャラクターデザイン・原画[7]
- 夏色ストレート!（2009年）キャラクターデザイン・原画[7]

### 漫画作品
- マリッジロワイヤル（『電撃G's magazine』2007年 - 2010年） - 同誌掲載の同名作品（原作・Navel）の漫画化[7]。全7巻
- みるほむ（『電撃G's magazine』2011年 - ） - 『探偵オペラ ミルキィホームズ』（原作・ブシロード・クロノギアクリエイティヴ）の漫画化。4コマ漫画が中心[10]。
- 探偵オペラ ミルキィホームズ on stage!（『電撃G's Festival! COMIC』2011年 - ） - 同名作品（原作・ブシロード・クロノギアクリエイティヴ）の漫画化[11][12]。ストーリー漫画が中心。全2巻
- 嘘つきは妹のはじまり（『コミックハイ!』2014年 - 2015年、『月刊アクション』2015年） - オリジナル漫画[9]。全3巻
- アイドル事変（『電撃G'sコミック』2016年9月号 - 2017年10月号）全2巻
- ヤるなよヤるなよ絶対ヤるなよことりちゃん（『月刊アクション』2018年11月号 - 2020年3月号）全2巻
- 元カノの弟になつかれて困ってますがヤることはヤっちゃいます（がるまにstella）全1巻

### インターネットコミック
- 探偵オペラ ミルキィホームズ（2011年 - ） - 同名作品（原作・ブシロード・クロノギアクリエイティヴ）の漫画化。『電撃G's magazine』や『電撃G's Festival! COMIC』での連載とは別内容[13]。

### 小説
- ふらぐ//ON【オン】! シナリオが破綻しています。（2009年）挿絵[7]
- モテモテな僕は世界まで救っちゃうんだぜ（泣）（2011年〜）挿絵[7]

### 一般ゲーム
- 携帯アプリ「萌☆写」（2010年）キャラクターデザイン・原画[7]
- 桃色大戦ぱいろん（2013年）キャラクターイラスト

### カードゲーム
- たんとくおーれ（2010年）カードイラスト[7]
- けもぱに（2010年）カードイラスト[7]
- アクエリアンエイジ 調和の杯（2010年）カードイラスト[7]

### その他
- Artist★Collection 信州（2013年）クリアファイルイラスト（トーバン印刷）
- アイドル事変（2017年）第5話、第8話エンドカード